# Kaberneem
Kaberneem är en udde på Estlands nordkust mot Finska viken. Den ligger i kommunen Jõelähtme vald i Harjumaa, 30 km öster om huvudstaden Tallinn. Den benämns ibland också Kaberneeme poolsaar och då avses inte bara spetsen på udden utan hela halvön. Orten Kaberneeme ligger på halvön.
Väster om udden ligger viken Kaberneeme laht och öster om den Kolga laht. Utanför udden ligger öarna Ramö (estniska: Rammu), Koipsi och Rohusi. Terrängen inåt land är platt. Runt Kaberneem är det glesbefolkat, med 9 invånare per kvadratkilometer. Närmaste större samhälle är Maardu, 14,9 km väster om Kaberneem. Naturen domineras av sandjord och tallskog. 

### Fotnoter
1. ↑  Kaberneem hos Geonames.org (cc-by); post uppdaterad 2012-01-17; databasdump nerladdad 2015-09-05
2. ↑  ”Viewfinder Panoramas Digital elevation Model”. http://www.viewfinderpanoramas.org/dem3.html. Läst 21 juni 2015.
3. ↑  ”NASA Earth Observations: Population Density”. NASA/SEDAC. Arkiverad från originalet den 9 februari 2016. https://web.archive.org/web/20160209064446/http://neo.sci.gsfc.nasa.gov/view.php?datasetId=SEDAC_POP. Läst 30 januari 2016.